# Povestea slujitoarei
Povestea slujitoarei (în engleză The Handmaid's Tale) este un serial de televiziune american distopic bazat pe romanul cu același nume scris de autoarea canadiană Margaret Atwood. Serialul este difuzat de serviciul de streaming Hulu.
Acțiunea se desfășoară într-o lume distopică, după Al Doilea Război Civil American care a adus o societate totalitară în care femeile fertile, denumite „slujitoare”, devin sclave folosite doar pentru a naște copii.
Producția a început la finalul anului 2016. Primele trei episoade ale sezonului întâi au avut premiera pe 26 aprilie 2017, iar restul de șapte episoade din primul sezon au fost distribuite săptămânal, în fiecare miercuri. La 3 mai 2017, Povestea slujitoarei a fost prelungit pentru sezonul doi care a avut premiera pe 25 aprilie 2018. Pe 2 mai 2018, Hulu a reînoit serialul pentru sezonul trei, care a avut premiera la 5 iunie 2019.  În iulie 2019, serialul a primit și sezonul patru, care a debutat la 27 aprilie 2021. În decembrie 2020, înainte de premiera sezonului al patrulea, a fost anunțat și sezonul cinci, a cărui premieră a fost pe 15 septembrie 2022. În septembrie 2022, înainte să înceapă difuzarea sezonului, cinci, serialul a fost prelungit pentru sezonul șase care va fi și ultimul.
Primul sezon a câștigat opt premii Emmy din 13 nominalizări, între care și pentru cel mai bun serial dramatic, devenind astfel primul serial produs de o companie de streaming care primește acest premiu. A primit de asemenea Globul de Aur pentru cel mai bun serial dramatic, iar Elisabeth Moss a fost desemnată cea mai bună actriță într-un serial dramatic la premiile Emmy și la Globul de Aur.

## Sinopsis
În viitorul apropiat, combinația dintre poluarea mediului și bolile cu transmitere sexuală a dus la o scădere dramatică a fertilității, ceea ce are ca rezultat o natalitate extrem de scăzută. „Fiii lui Iacov”, o sectă politico-religioasă protestantă de tip restauraționist și cu tentă fundamentalistă, au profitat de ocazie pentru a prelua puterea, distrugând într-o lovitură de stat Casa Albă, Curtea Supremă și Congresul. O parte dintre cetățenii americani supraviețuitori, care au scăpat de închisoare, s-au refugiat în Canada, iar un guvern în exil a fost format la Anchorage.
În această versiune distopică, totalitară a Republicii Gilead, dizidenții, homosexualii și preoții catolici sunt condamnați la moarte, prin spânzurare, împreună cu oricine încalcă regulile dure impuse (sau suspectați că ar face acest lucru). Deficienții mintal au fost eliminați. Relațiile dintre bărbați și femei se supun acum unor reguli foarte stricte. Puterea este în totalitate în mâinile bărbaților. O elită ocupă funcțiile de comandă, în timp ce ceilalți îi servesc pe aceștia, în special prin intermediul unei miliții omniprezente.
Femeile au fost deposedate de statutul lor de cetățeni cu drepturi depline. Ele nu pot lucra, deține bani, nu dețin proprietăți, nu pot citi sau scrie. Toate sunt puse sub supraveghere aproape permanentă. Ele sunt, de asemenea, clasificate conform „funcției” pe care o dețin:
- soțiile (îmbrăcate în albastru sau verde) sunt soțiile conducătorilor și ale înalților funcționari (comandanții): nu lucrează, țin casa, ajutate de menajere, fac croitorie sau broderie și merg să se viziteze. Ele sunt oficial mamele oricăror copii care apar în gospodărie.
- mătușile (în haine maro) sunt funcționari publici însărcinați cu pregătirea, conducerea și supravegherea slujitoarelor, într-un mod strict și rigid. Ele dau dovadă de perversitate și sadism.
- slujitoarele (îmbrăcate în roșu stacojiu) servesc doar la reproducere: sunt repartizate cuplurilor din casta conducătoare și sunt violate ritual în fiecare lună de către soț, în colaborare cu soția (în timpul „ceremoniei”), până când sunt însărcinate. Cu toate acestea, ele nu sunt considerate nici sclave sexuale, nici prostituate. Singura lor activitate este să facă zilnic cumpărături pentru menajere, întotdeauna în grupuri de câte două.
- femeile gospodare sunt soțiile bărbaților din clasa de mijloc și lucrează mai ales în spălătorii.
- menajerele (în gri) se ocupă de gospodăria unui comandant și a soției sale și.
- Izabelele sunt dedicate exclusiv prostituției, care se desfășoară exclusiv într-un local foarte discret, destinat în mod special comandanților. Aceasta este o activitate subterană ilegală. Izabelele nu au statut oficial, deoarece nici prostituția și nici instituția în sine nu se crede că există.

Serialul urmărește călătoria lui June Osborne, o femeie răpită în lovitura de stat care a devenit slujitoare sub numele de Offred (în serviciul comandantului Fred Waterford), apoi Ofjoseph (în serviciul comandantului Joseph Lawrence). Fiica ei Hannah a fost smulsă de lângă ea de noul regim, dar soțul ei a putut să fugă și să se refugieze în Canada.

## Distribuție și personaje
- Elisabeth Moss: June Osborne / Ofjoseph / Offred
- Joseph Fiennes: Comandantul Fred Waterford (sezoanele 1-4)
- Yvonne Strahovski: Serena Joy Waterford
- Madeline Brewer: Janine Lindo / Ofwarren / Ofdaniel
- Samira Wiley: Moira Strand / Ruby
- Ann Dowd: Mătușa Lydia / Lydia Clements
- Alexis Bledel: Emily Malek / Ofglen / Ofsteven / Ofjoseph (sezoanele 1-4)
- OT Fagbenle: Luke Bankole
- Max Minghella: Nick Blaine
- Amanda Brugel: Rita Blue (din sezonul 2, sezonul recurent 1)
- Bradley Whitford: Comandantul Joseph Lawrence (din sezonul 3, invitat sezonul 2)
- Sam Jaeger: Mark Tuello (din sezonul 4, sezoanele recurente 2 și 3)

## Producția
Serialul a fost creat de Bruce Miller, care este și producător executiv alături de Daniel Wilson, Fran Sears și Warren Littlefield. Margaret Atwood este producător consultativ și oferă feedback asupra zonelor în care serialul s-a extins sau asupra unor modernizări aduse cărții. De asemenea, Atwood a jucat un mic rol în primul episod. Moss este și ea producător.
Filmările primului sezon au avut loc în Toronto, Mississauga, Brantford, Hamilton, Burlington, Oakville și Cambridge, Ontario, între septembrie 2016 și februarie 2017. Pentru sezoanele următoare s-au păstrat locurile de filmare, dar scene au fost turnate și la Washington, D.C.